# Thaeides
Thaeides là một chi bướm ngày thuộc họ Lycaenidae.